# ヤシオオオサゾウムシ
ヤシオオオサゾウムシ (学名：Rhynchophorus ferrugineus) は、コウチュウ目（鞘翅目）ゾウムシ上科オサゾウムシ科に分類される昆虫の一種。
東南アジアとオセアニアの熱帯域に分布する大型のゾウムシで、ヤシ類を枯死に至らしめる害虫として知られる。20世紀末頃からは日本の西日本、中東、ヨーロッパ各国まで分布を広げており、外来種としても警戒されている。

## 特徴

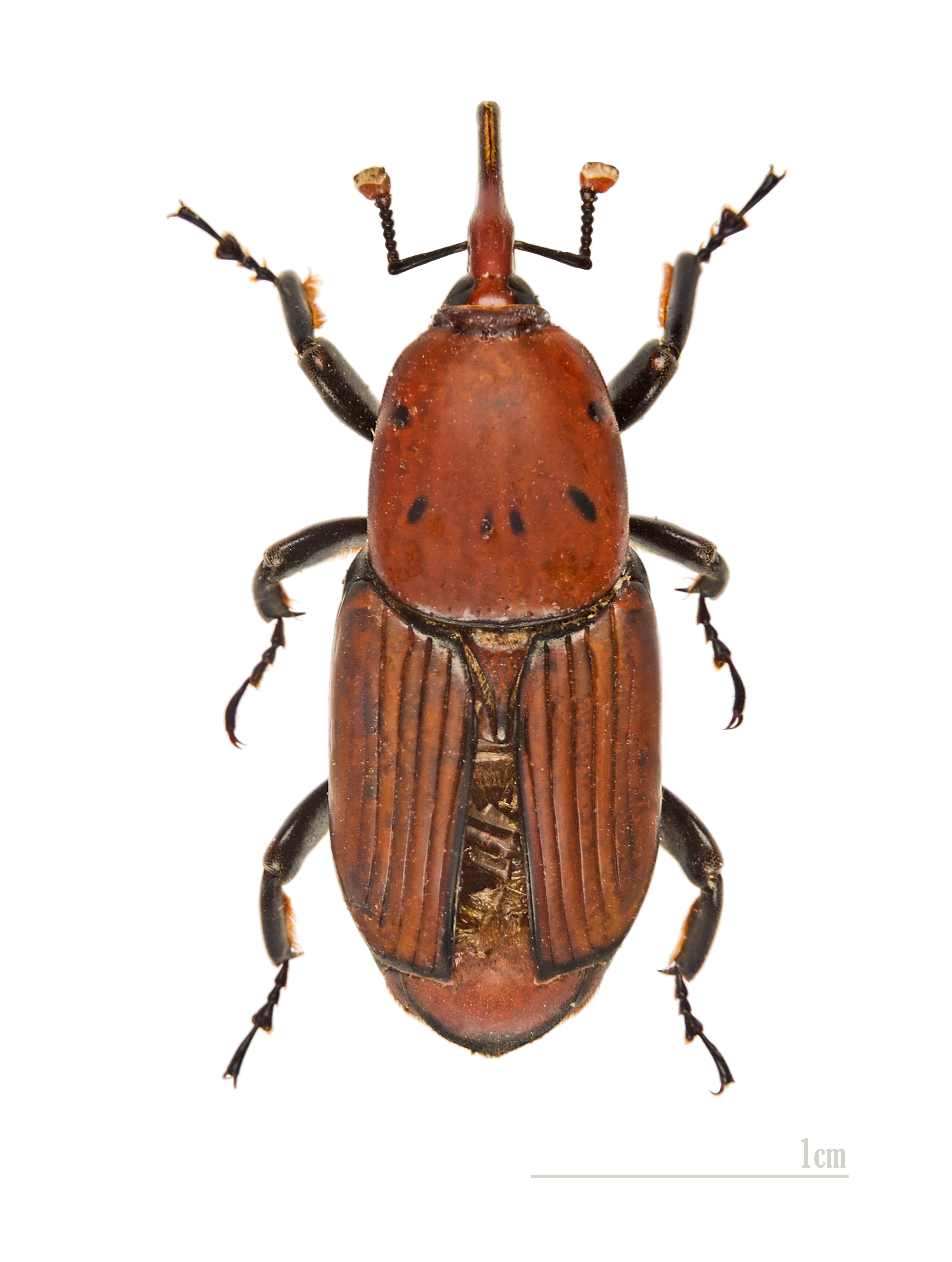
ヤシオオオサゾウムシ（原寸大）

成虫の体長は30 - 40ミリメートル（mm）ほどで、オオゾウムシよりさらに大型である。体はやや上下に平たく、体表にはあまり凹凸がない。体色は背面がつやのない橙色、腹面がつやのある黒色をしている。前胸部は卵形で、背面に黒い斑点が数個現れるが、模様は個体差があり様々なパターンが存在する。
鞘翅は黒く縁取られ、縦溝が走る。脚はがっちりしていて、脛節の末端に内向きの鉤爪がある。掴まる力も強く、指などにしがみつかれると鉤爪が食いこんで痛みを感じるほどである。
大型で鮮やかな体色のため、近縁種が居ない日本やヨーロッパなどでは容易に同定できるが、新しく侵入した地域では文献が追いつかず、図鑑などに記載されていない場合がある。

## 生活史
成虫はヤシ類の成長点付近を大顎で齧って穴を開け、長さ3 mm、幅1 mmほどの白いソーセージ形の卵を産む。一匹のメスの産卵数は200 - 300個ほどとみられる。
卵から孵化した幼虫は他のゾウムシと同様に脚がなく、太いイモムシ形をしている。幼虫はヤシ類の成長点付近の組織を食べて成長するが、一つの株に多数の幼虫が食いこむと成長点が激しく食害されて植物体の成長が止まり、食害が進んだ葉柄が次々と折れ、やがて株そのものが枯死するに至る。
終齢幼虫は体長60mmほどに達する。充分に成長した幼虫は周囲の繊維質を固めて楕円球形の繭を作り、その中で蛹になる。

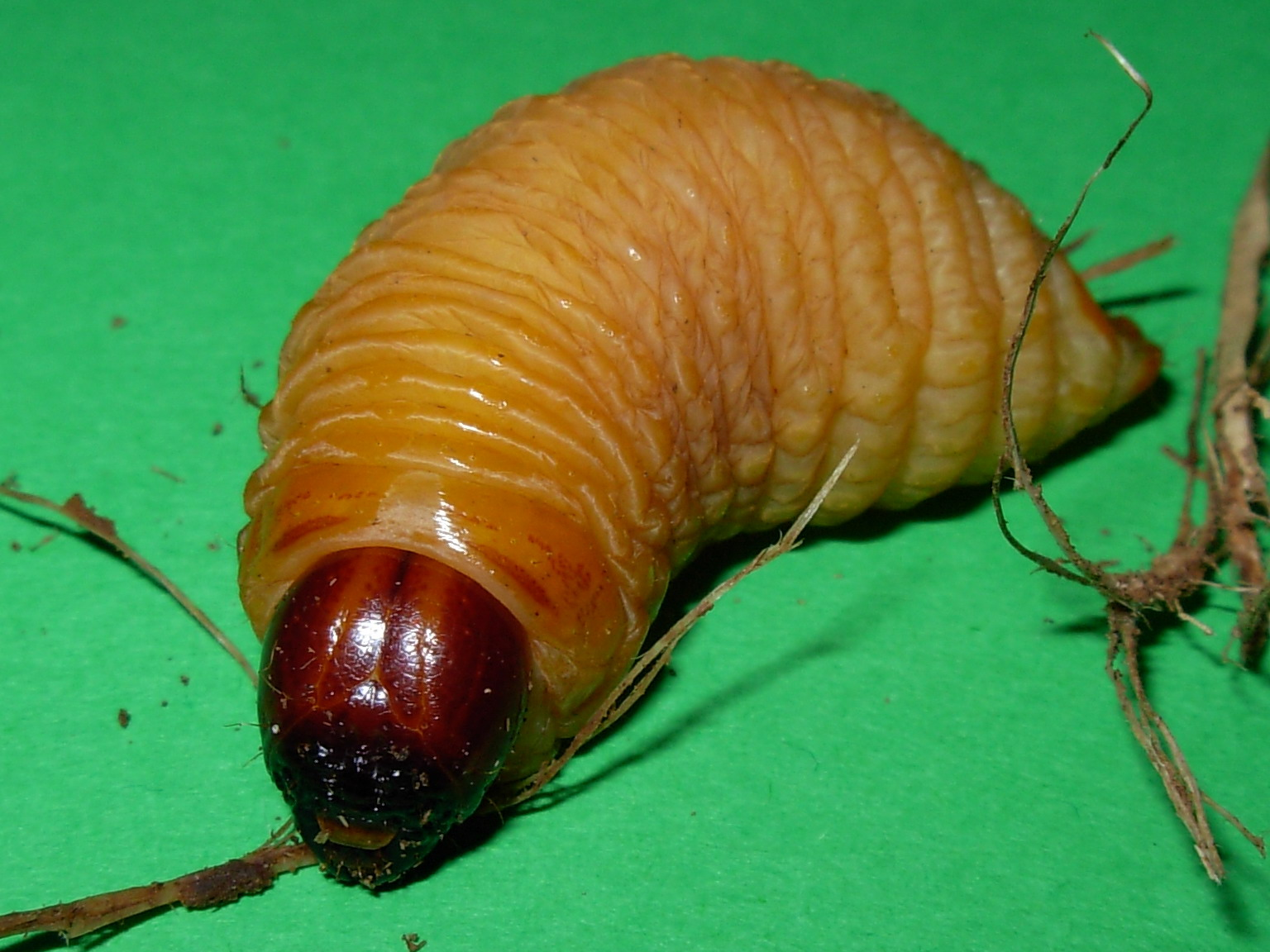
幼虫
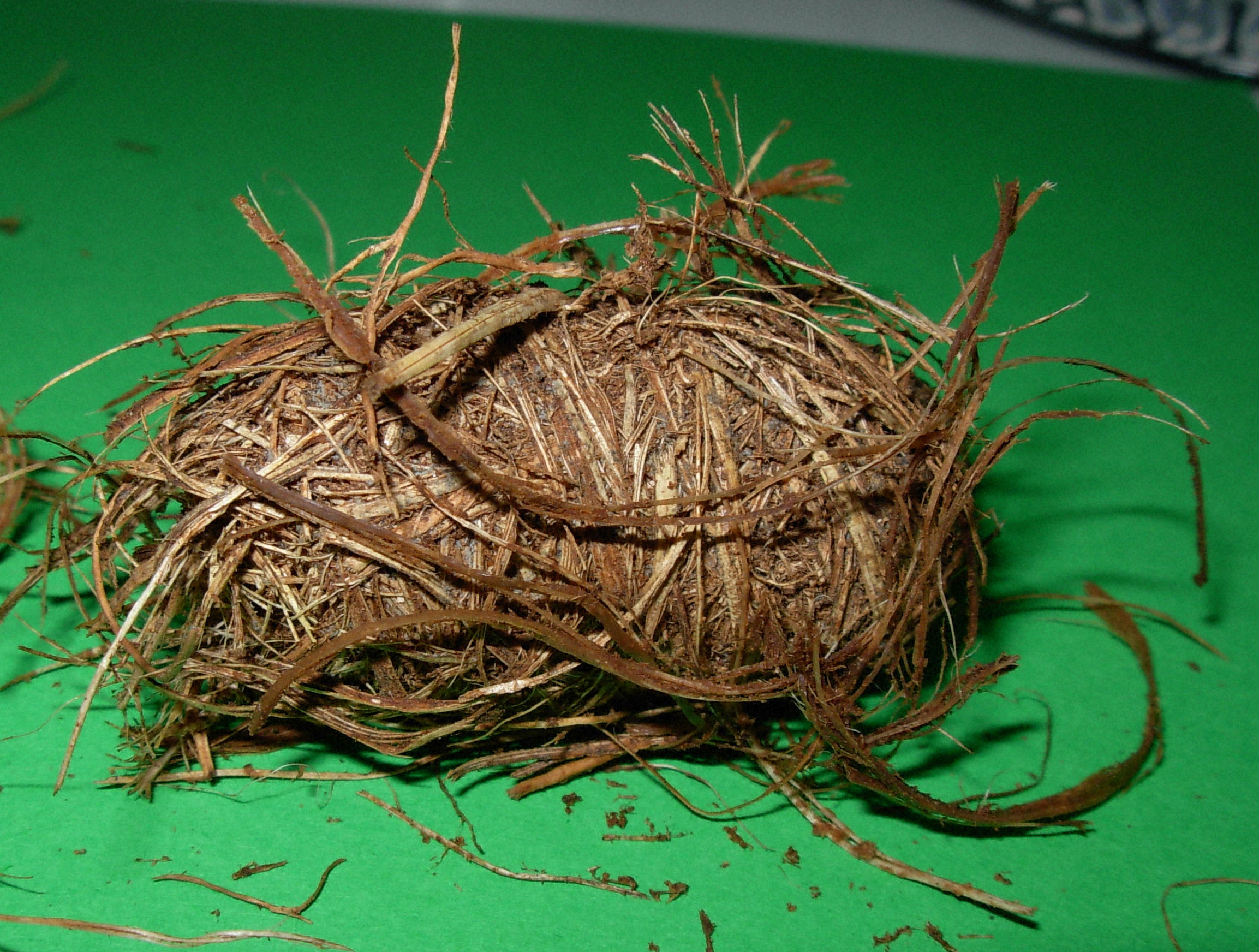
繭
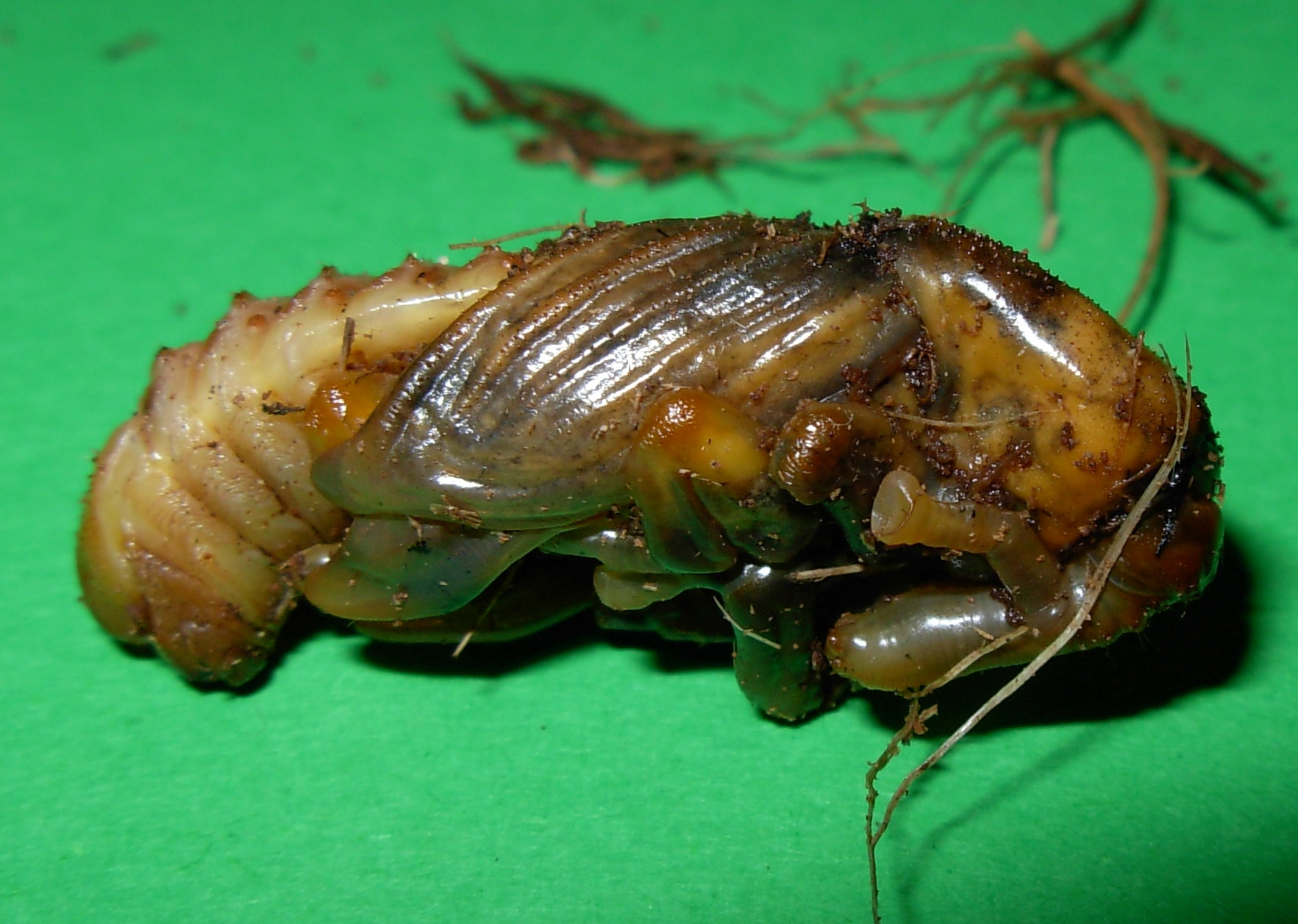
さなぎ
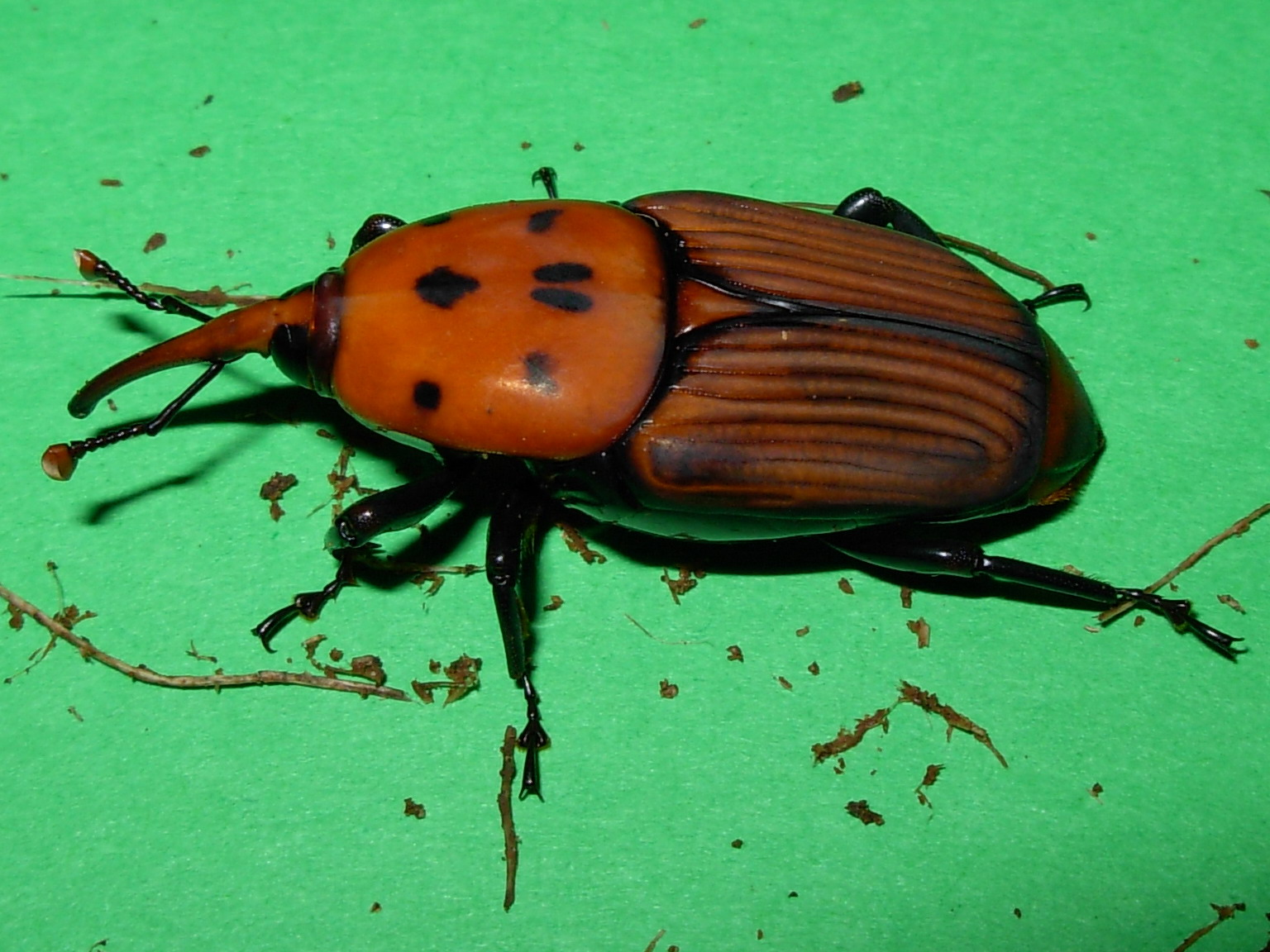
成虫

## 外来種としての経緯

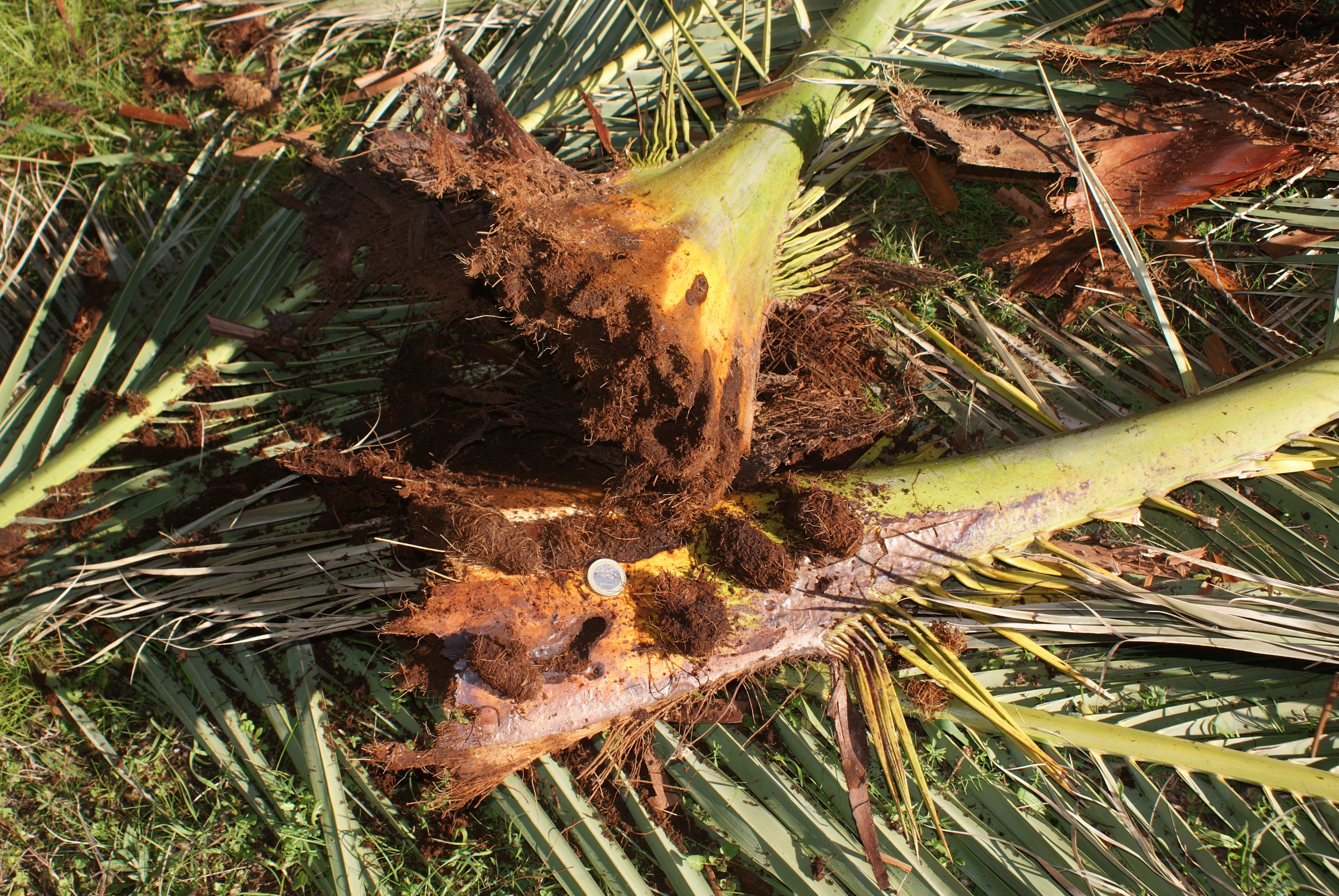
フランスにおけるカナリーヤシの食害の例

ヤシオオオサゾウムシは東南アジアとオセアニアの熱帯域に自然分布し、サゴヤシ、ココヤシ、アブラヤシ、ビンロウジュ、ビロウなど各種のヤシ類を食樹としていたが、20世紀末頃から日本の西日本や中国、中東、ヨーロッパなど亜熱帯・温帯地域に分布を広げており、21世紀初頭の時点でも分布域は拡大中である。これらは街路樹、栽培用などの用途で売買されるヤシ類に付いて広がったものとみられる。
髄を食べることで、ヤシ類を弱らせる他、フザリウム菌（Fusarium oxysporum）を媒介してヤシ立枯病を起こすことでも枯死の原因となり、樹木の被害が相次ぎ、重大な害虫として警戒されるようになった。また、リュウゼツラン科のアオノリュウゼツランなどにも被害が起きている。
新たに侵入した地域には西日本やヨーロッパなどの温帯域も含まれているが、これらの地方でも寒さで死滅せず、越冬・世代交代を繰り返している。また、成虫は一度の飛翔で数百mほどの長距離を飛ぶことができ、かなりの距離を移動してさらに分布を広げている。侵入された各地では枯死したヤシの処分やフェロモンによるトラップなど駆除の対策も執られているが、逞しさもあって21世紀初頭の時点ではどの地域も根絶に至っていない。
日本では、1975年頃に沖縄県で最初に確認された。1997年に岡山県、1998年で宮崎県で本土侵入が確認され、以後は西日本各地で分布を広げた。これらの地域では街路樹などに植栽されたカナリーヤシ（フェニックス）への被害が多く報告されている。

## 防除
日本における登録農薬の中では、樹木類、ゾウムシ類に適用可能なMEP乳剤の使用が考えられる。

## 利用

パプアニューギニアで食用にされる幼虫

サゴヤシの幹からデンプン（サクサク）を採取し、主食とするパプアニューギニアのコロワイ族などの民族にとって、同時に採取されるヤシオオオサゾウムシの幼虫は貴重なタンパク源であり、カスタードクリームの様な食感と組成比のため、好んで生食される。また、直火で炙ったり、蒸してなど調理して食べられる場合もありその場合は焼いたサツマイモに近い風味と食感になる。
同様にインドネシアのパプア州（旧イリアンジャヤの東部）に住むコンバイ族、アスマット族や、マレーシアのサラワク州などに住む民族も生食または加熱して食用とする。